# Ombre (Tommaso Landolfi)
(Ombre)
Ombre è una raccolta di racconti e articoli di Tommaso Landolfi pubblicata per la prima volta da Vallecchi nel 1954. È stata successivamente ristampata parzialmente in "Racconti" nel 1961; quindi integralmente nel primo volume delle Opere, Rizzoli, 1991, e da Adelphi nel 1994.

## Contenuti
La raccolta è divisa in tre parti: Racconti, Articoli e Commiato.

### Racconti
- Autunno
- La moglie di Gogol'
- Giovanni e sua moglie
- Ombre
- Lettere dalla provincia
- (Senza titolo)
- La beccaccia
- Annina
- Campagna elettorale
- Sorrento
- L'ombrellone

### Articoli
- Prefigurazioni: Prato
- La vera storia di Maria Giuseppa
- Catrambone
- L'uomo del mistero
- Le palline
- Quattro casce
- Una morte
- Mugnitto
- Barba elettrica
- Dodici anni
- Il faraone
- Palio
- Un giorno a San Remo
- Terza classe
- Viaggio in altri paesi

### Commiato
- Natura morta
- Il cavaliere della rosa
- Un tempo
- Fiori
- Parole
- I cuori comunicanti
- Commiato

## Edizioni
- Firenze, Vallecchi, 1954.
- in Racconti, Firenze, Vallecchi, 1961 (ristampa parziale).
- in Opere, I (1937-1959), a cura di Idolina Landolfi, Milano: Rizzoli, 1991.
- Milano, Adelphi 1994. ISBN 8845910385